# Киселёв, Василий Алексеевич (Герой Советского Союза)
Василий Алексеевич Киселёв (1915—1950) — Гвардии майор Советской Армии, участник Великой Отечественной войны, Герой Советского Союза (1945).

## Биография
Василий Киселёв родился 6 (по новому стилю — 19) декабря 1915 года в деревне Швариха (ныне не существует, находилась на территории современного Вязниковского района Владимирской области). В 1930 году окончил шесть классов школы в Дзержинске Нижегородской области, в 1932 году — школу фабрично-заводского ученичества, после чего работал сначала аппаратчиком на Дзержинском химическом заводе, затем счетоводом и табельщиком на фабрике имени Энгельса в Вязниках. В декабре 1937 года Киселёв был призван на службу в Рабоче-крестьянскую Красную Армию. В 1939 году он окончил Пермскую военную авиационную школу лётчиков. С января 1944 года — на фронтах Великой Отечественной войны. Участвовал в освобождении Украинской и Молдавской ССР, Польши и Чехословакии, боях в Германии.
К концу войны гвардии капитан Василий Киселёв командовал эскадрильей 94-го гвардейского штурмового авиаполка 5-й гвардейской штурмовой авиадивизии 2-й воздушной армии 1-го Украинского фронта. За время своего участия в боях он совершил 112 боевых вылетов, сбив 1 вражеский самолёт лично и ещё 2 — в составе группы.
Указом Президиума Верховного Совета СССР от 27 июня 1945 года за «мужество и героизм, проявленные в боях» гвардии капитан Василий Киселёв был удостоен высокого звания Героя Советского Союза с вручением ордена Ленина и медали «Золотая Звезда» за номером 8040.
После окончания войны Киселёв продолжил службу в Советской Армии. С января 1950 года он был лётчиком-испытателем в ГК НИИ ВВС, испытывал самолёты «Ил-2» и «Ил-10». Трагически погиб 17 июня 1950 года во время катастрофы опытного бомбардировщика «Ту-2». Похоронен на воинском кладбище в посёлке Чкаловский (в черте города Щёлково).
Был также награждён орденом Красного Знамени, двумя орденами Отечественной войны 1-й степени, рядом медалей.